# Bruno K. Wiese
Bruno Karl Wiese (* 7. April 1922 in Berlin; † 10. August 2011 in Hamburg) war ein deutscher Grafik-Designer, Typograf und Hochschullehrer.

## Leben und Werk
Von 1945 bis 1949 studierte Bruno K. Wiese an der Staatlichen Hochschule für bildende Künste in Berlin. In der Klasse von Professor O.H.W. Hadank lernt er seine spätere Frau Ruth kennen. Nach dem Abschluss wurden Wiese und seine Frau zunächst Mitarbeiter in Hadanks Atelier für Gebrauchsgraphik in Hamburg, bevor beide 1954 selbst ein Büro für Visual Design in Hamburg gründeten. Wiese entwarf Markenzeichen, Produktverpackungen (insbesondere für die Zigarettenindustrie) und Sonderbriefmarken (u. a. zwei für die Vereinten Nationen). Von 1969 bis 1996 realisierte die Deutsche Post 29 seiner Entwürfe. Wiese gewann zahlreiche Wettbewerbe, so z. B. 1975 den Wettbewerb um die Gestaltung des Logos der Deutschen Gesellschaft für Luft- und Raumfahrt. In den Jahren 1971 und 1982 gewann er den 1. Preis beim Designwettbewerb der Kieler Woche.
Von 1980 bis 1987 hatte Wiese eine Professur für Kommunikationsdesign an der Fachhochschule Kiel (heute Muthesius Kunsthochschule) inne. Wiese lebte und arbeitete bis zu seinem Tod in Hamburg.
Wiese war Mitglied der Alliance Graphique Internationale (AGI) (seit 1974), der Association Typographique Internationale (ATypI), des Deutschen Werkbundes (DWB) sowie des Bundes deutscher Grafikdesigner (BDG).
Bruno K. Wiese wurde auf dem Friedhof Volksdorf beigesetzt.

## Auszeichnungen
- 1983: 1. Preis des Preiswettbewerbs der Industrial Design Society of America
- 1987: Preis für Kunst und Kunsthandwerk der Hansestadt Hamburg